# Quentalia demerida
Quentalia demerida är en fjärilsart som beskrevs av William Schaus 1920. Quentalia demerida ingår i släktet Quentalia och familjen silkesspinnare. Inga underarter finns listade.